# Schermen op de Olympische Zomerspelen 1972
Schermen is een van de sporten die beoefend werden tijdens de Olympische Zomerspelen 1972 in München.

## Heren

### floret individueel
| rang   | sporter(s)        | land |
| ------ | ----------------- | ---- |
| Goud   | Witold Woyda      | POL  |
| Zilver | Jenő Kamuti       | HUN  |
| Brons  | Christian Noël    | FRA  |
| 4      | Mihai Ţiu         | ROU  |
| 5      | Vladimir Denissov | URS  |
| 6      | Marek Dąbrowski   | POL  |

### floret team
| rang   | sporter(s)                                                                            | land |
| ------ | ------------------------------------------------------------------------------------- | ---- |
| Goud   | Witold Woyda Marek Dąbrowski Jerzy Kaczmarek Lech Koziejowski Arkadiusz Godel         | POL  |
| Zilver | Vladimir Denissov Anatoli Kotesjev Leonid Romanov Vasili Stankovitsj Viktor Poetjatin | URS  |
| Brons  | Jean-Claude Magnan Christian Noël Daniel Revenu Bernard Talvard Gilles Berolatti      | FRA  |
| 4      | Sandor Szabó Csaba Fenyvesi László Kamuti István Márton Jenő Kamuti                   | HUN  |
| 5      | Klaus Reichert Friedrich Wessel Harald Hein Dieter Wellmann Erk Sens-Gorius           | FRG  |
| 6      | Shiro Maruyama Masaya Fukuda Hiroshi Nakajima Kiyoshi Uehara Ichiro Serizawa          | JPN  |
| 7      | Evelio González Eduardo Jons Jesús Gíl Enrique Salvat Jorge Garbey                    | CUB  |
| 7      | Iuliu Falb Ştefan Hauckler Mihai Ţiu Tănase Mureşan Aurel Ştefan                      | ROU  |

### degen individueel
| rang   | sporter(s)             | land |
| ------ | ---------------------- | ---- |
| Goud   | Csaba Fenyvesi         | HUN  |
| Zilver | Jacques La Degaillerie | FRA  |
| Brons  | Győző Kulcsár          | HUN  |
| 4      | Anton Pongratz         | ROU  |
| 5      | Rolf Edling            | SWE  |
| 6      | Jacques Brodin         | FRA  |

### degen team
| rang   | sporter(s)                                                                                 | land |
| ------ | ------------------------------------------------------------------------------------------ | ---- |
| Goud   | Sándor Erdős Csaba Fenyvesi Győző Kulcsár Pál Schmitt István Osztrics                      | HUN  |
| Zilver | Guy Evéquoz Daniel Giger Christian Kauter Peter Lötscher François Suchanecki               | SUI  |
| Brons  | Viktor Modsalevski Sergej Paramonov Igor Valetov Georgi Zažitski Grigori Kriss             | URS  |
| 4      | François Jeanne Jacques Brodin Pierre Marchand Jean Pierre Allamand Jacques La Degaillerie | FRA  |
| 5      | Constantin Duţu Costică Bărăgan Anton Pongratz Alexandru Istrate Nicolae Iorgu             | ROU  |
| 6      | Henryk Nielaba Bohdan Gonsior Kazimierz Barburski Jerzy Janikowski Bohdan Andrzejewski     | POL  |
| 7      | Jan von Koss Jeppe Normann Ole Mørch Claus Mørch                                           | NOR  |
| 7      | Hans Wieselgren Carl von Essen Orvar Jönsson Rolf Edling Per Sundberg                      | SWE  |

### sabel individueel
| rang   | sporter(s)        | land |
| ------ | ----------------- | ---- |
| Goud   | Viktor Sidjak     | URS  |
| Zilver | Péter Marót       | HUN  |
| Brons  | Vladimir Naslimov | URS  |
| 4      | Michele Maffei    | ITA  |
| 5      | Regis Bonissent   | FRA  |
| 6      | Tamás Kovács      | HUN  |

### sabel team
| rang   | sporter(s)                                                                             | land |
| ------ | -------------------------------------------------------------------------------------- | ---- |
| Goud   | Michele Maffei Mario Aldo Montano Mario Tullio Montano Rolando Rigoli Cesare Salvadori | ITA  |
| Zilver | Viktor Basjenov Vladimir Naslimov Viktor Sidjak Edoeard Vinokoerov Mark Rakita         | URS  |
| Brons  | Pál Gerevich Tamás Kovács Péter Marót Tibor Pézsa Péter Bakonyi                        | HUN  |
| 4      | Dan Irimiciuc Iosif Budahazi Gheorghe Culcea Constantin Nicolae Octavian Vintilă       | ROU  |
| 5      | Jerzy Pawłowski Janusz Majewski Krzysztof Grzegorek Zygmunt Kawecki Józef Nowara       | POL  |
| 6      | Hilario Hipolito Guzman Salazar Francisco de la Torre Manuel Ortiz Manuel Suarez       | CUB  |
| 7      | Regis Bonissent Bernard Dumont Bernard Vallée Philippe Bena Serge Panizza              | FRA  |
| 7      | Walter Convents Volker Duschner Knut Höhne Dieter Wellmann Paul Wischeidt              | FRG  |

## Dames

### floret individueel
| rang   | sporter(s)             | land |
| ------ | ---------------------- | ---- |
| Goud   | Antonella Lonzi-Ragno  | ITA  |
| Zilver | Ildikó Bóbis           | HUN  |
| Brons  | Galina Gorochova       | URS  |
| 4      | Marie-Chantal Demaille | FRA  |
| 5      | Jelena Belova          | URS  |
| 6      | Kerstin Palm           | SWE  |

### floret team
| rang   | sporter(s)                                                                                           | land |
| ------ | --- | ---- |
| Goud   | Galina Gorochova Jelena Belova Tatjana Samoesenko Aleksandra Zabelina Svetlana Tsjirkova             | URS  |
| Zilver | Ildikó Bóbis Ildikó Sági-Rejtő Ildikó Schwarczenberger Mária Szolnoki Ildikó Matuscsák-Rónay         | HUN  |
| Brons  | Ileana Gyulai Olga Szabó Ecaterina Stahl Ana Pascu                                                   | ROU  |
| 4      | Antonella Lonzi-Ragno Giulia Lorenzoni Reka Der Cipriani Maria Consolata Collino Giuseppina Bersani  | ITA  |
| 5      | Gudrun Theuerkauff Irmela Broniecki Karin Giesselman Monika Pulch Erika Bethmann                     | FRG  |
| 6      | Catherine Ceretti Marie-Chantal Demaille Brigitte Dumont-Gapais Claudie Josland                      | FRA  |
| 7      | Halina Balon Jolanta Bebel-Rzymowska Elżbieta Franke Krystyna Urbańska-Machnicka Kamila Składanowska | POL  |
| 7      | Ruth White Natalia Clovis Tanya Adamovich Harriet King Ann O'Donnell                                 | USA  |

## Medaillespiegel
| rang   | land        | goud | zilver | brons | totaal |
| ------ | ----------- | ---- | ------ | ----- | ------ |
| 1      | Hongarije   | 2    | 4      | 2     | 8      |
| 2      | Sovjet-Unie | 2    | 2      | 3     | 7      |
| 3      | Italië      | 2    | 0      | 0     | 2      |
| 3      | Polen       | 2    | 0      | 0     | 2      |
| 5      | Frankrijk   | 0    | 1      | 2     | 3      |
| 6      | Zwitserland | 0    | 1      | 0     | 1      |
| 7      | Roemenië    | 0    | 0      | 1     | 1      |
| totaal | totaal      | 8    | 8      | 8     | 24     |